# Darling in the Franxx
Darling in the Franxx (jap. ダーリン・イン・ザ・フランキス Dārin In Za Furankisu), skrótowo DarliFra (jap. ダリフラ DariFura) – seria anime wyprodukowana wspólnie przez studia Trigger i A-1 Pictures przy współpracy w animacji z CloverWorks, miała ona premierę 13 stycznia 2018 roku. Została zapowiedziana na panelu studia w trakcie Anime Expo 2017. Mangowa adaptacja autorstwa Kentaro Yabukiego wraz z czteropanelowym komiksem zaczęła się ukazywać od 14 stycznia 2018 roku.
Akcja Darling in the Franxx ma miejsce w dystopijnej przyszłości, gdzie dzieci są sztucznie hodowane i indoktrynowane do obrony pozostałości cywilizacji. Historia opisuje zespół dziesięciu pilotów, szczególnie skupiając się na współpracy pomiędzy byłym pilotem Hiro a Zero Two – elitarną pilotką będącą hybrydą, pragnącą stać się w pełni człowiekiem. Seria zawiera motywy nawiązujące do chińskiej mitologii.
Animacja ukazała się jednocześnie na całym świecie poprzez serwis Crunchyroll, a w południowo-wschodniej Azji była emitowana za pośrednictwem Aniplus Asia. Od 1 lutego 2018 roku Funimation rozpoczęło emisję wersji z angielskim dubbingiem.
W Polsce licencję na wydanie mangi w 2021 roku wykupiło Waneko.

## Fabuła
Na początku XXI wieku postęp cywilizacji gwałtownie przyspieszył dzięki przełomowym odkryciom w górnictwie pozwalającym na pozyskiwanie energii z magmy, która w krótkim tempie stała się tania i powszechna. Naukowcy, którzy brali udział w tej transformacji, utworzyli organizację APE, szybko zdobywając znaczne wpływy w światowej polityce i ekonomii, ponadto nie przestając pracować nad nowymi technologiami. Po odkryciu nieśmiertelności większość ludzi zdecydowała się na życie wieczne pomimo efektu ubocznego w postaci utraty możliwości reprodukcyjnych, a przewodniczącego APE, Papę, otoczył kult jednostki niemal na boskie podobieństwo. Mając już władzę nad pozostałościami ludzkości, APE prowadzi ludzkość do opuszczenia zdewastowanej powierzchni Ziemi i przeniesienia się do względnie bezpiecznych ruchomych miast-fortec zwanych Plantacjami.
Dorośli i dzieci żyją w odseparowanych od siebie, kontrastujących środowiskach. Ci pierwsi mieszkają na Plantacjach, gdzie prokreacja oraz relacje międzyludzkie stały się archaiczne i niepożądane. Sztucznie tworzone dzieci, zwane „pasożytami”, są pozbawiane indywidualności i izolowane od świata dorosłych w środowiskach zwanych „ptasimi klatkami”. Jedynym celem ich krótkiego życia jest ochrona cywilizacji, gdyż wypchnięta na granicę wymarcia ludzkość jest stale zagrożona przez gigantyczne stwory zwane klaxozaurami (jap. 叫竜 kyoryū). Dzielą się one na cztery kategorie w zależności od swojego rozmiaru: Conrad, Mohorovičić, Gutenberg oraz (Super) Lehmann. W celu obrony przed nimi szkoli się „pasożyty” do pilotowania gigantycznych mechów zwanych Franxxami (jap. フランキス Furankisu) w damsko-męskich parach. Męski pilot jest nazywany pręcikiem, a żeński słupkiem (odpowiednio męskie i żeńskie części kwiatu).
Zespół dziesięciu „pasożytów” został przydzielony do eksperymentalnej Drużyny 13 na trzynastej Plantacji. Jeden z nich, Hiro (Code:016), jest byłym kandydatem na pilota, który nie był w stanie dłużej synchronizować się ze swoją partnerką, przez co obydwoje nie zdołali ukończyć treningu. Omijając ceremonię ukończenia programu treningowego przez jego drużynę spotyka Zero Two (Code:002), elitarną pilotkę posiadającą w sobie krew klaxozaura, charakterystyczne niewielkie czerwone rogi oraz złowrogą opinię „zabójczyni partnerów” – plotka głosi, że wszyscy jej partnerzy ginęli po trzecim parowaniu z nią. Wkrótce następuje atak bestii przerywając uroczystość i powodując śmierć partnera Zero Two. Pomimo tak negatywnej opinii Hiro decyduje się zostać jej partnerem lub raczej, jak ona sama mówi o nim, jej ukochanym.

## Bohaterowie

### Drużyna 13
Zespół dziesięciu pasożytów broniących trzynastej Plantacji, główni bohaterowie serii. Ich domem jest Mistilteinn (jap. ミストルティン Misutorutin), zwany kolokwialnie jako „złota klatka”. Na tle innych drużyn zespół wyróżnia się indywidualnie budowanymi dla nich Franxxami, jak również zwracaniem się do siebie za pomocą imion, a nie, jak jest to ogólnie przyjęte, za pomocą numerów.
- Code:016 (jap. コード:016 Kōdo:016) – Hiro (jap. ヒロ)

Seiyū: Yūto Uemura, Ami Koshimizu (jako dziecko) (japoński), Matt Shipman, Mikaela Krantz (jako dziecko) (angielski)
Były pilot Franxxów, niegdyś uważany za cudowne dziecko ze względu na swoje zdolności. Po wielu niepowodzeniach dopiero z Zero Two udało mu się nawiązać połączenie i poprowadzić mecha Strelizię. Jest bardzo dociekliwy, już w dzieciństwie znany był z zadawania wielu pytań, na które nieraz samodzielnie szukał odpowiedzi. Był też świadkiem procesu szkolenia dzieci na pasożytów oraz eksperymentów medycznych przeprowadzanych w „Ogrodzie” – miejscu, gdzie klonowano i wychowywano przyszłych obrońców plantacji. Jego relacja z partnerką powoli przechodziła od nieśmiałego zauroczenia w głębokie trwałe uczucie.
- Code:002 (jap. コード:002 Kōdo:002) – Zero Two (jap. ゼロツー Zero Tsū) – 9'℩ (jap. ナインイオタ Nain Iota; Nine Iota)

Seiyū: Haruka Tomatsu (japoński), Tia Ballard (angielski)
Elitarna pilotka sił specjalnych APE znana z buntowniczego charakteru i nieprzywiązywania wagi do formalności. Ze względu na domieszkę krwi klaxozaurów przez wielu pilotów jest uważana za potwora, co pogłębiał fakt, iż każdy jej partner nie przeżywał trzeciego lotu z nią u boku. Zmieniło się to, dopiero gdy rozpoczęła prowadzenie Franxxa Strelizii z Hiro, z którym nawiązała silną relację, najpierw przyjacielską, a potem miłosną. Jest nieufna wobec ludzi pamiętając eksperymenty, jakie przeprowadzał na niej dr Franxx.
- Code:056 (jap. コード:056 Kōdo:056) – Goro (jap. ゴロー Gorō)

Seiyū: Yūichirō Umehara (odc. 1–22), Daiki Hamano (odc. 23–24), Natsumi Fujiwara (jako dziecko) (japoński), Austin Tindle, Morgan Berry (jako dziecko) (angielski)
Spokojny i rozważny pręcik Franxxa Delphinium, partner Ichigo. Ze względu na dużą dojrzałość jest postrzegany przez zespół jako nieoficjalny drugi lider i ma ogromny posłuch. Początkowo martwił się związkiem Hiro i Zero Two, ale z czasem zaczął ich wspierać. Jest zakochany w Ichigo, odkąd jako dziecko obroniła go przed prześladującymi go chłopcami, ale bardzo długo nie mógł zdobyć się na wyznanie swoich uczuć.
- Code:015 (jap. コード:015 Kōdo:015) – Ichigo (jap. イチゴ)

Seiyū: Kana Ichinose (japoński), Brittany Lauda (angielski)
Słupek Franxxa Delphinium i liderka Drużyny 13, przyjaciółka Hiro i Goro z dzieciństwa. Od kiedy Hiro nadał jej imię żywi do niego szczere uczucia i chce dla niego jak najlepiej. Długo nie mogła się pogodzić z jego związkiem z Zero Two, dodatkowo bojąc się, że zniszczy ona u Hiro człowieczeństwo. Po pocałunku Goro nawiązuje z nim miłosną relację.
- Code:666 (jap. コード:666 Kōdo:666) – Zorome (jap. ぞろめ ゾロメ)

Seiyū: Mutsumi Tamura (japoński), Ryan Reynolds (angielski)
Głośny, zuchwały i bezczelny pręcik Franxxa Argentea. Partner Miku, z którą bardzo często się wykłóca. Jest wyniosły i pogarliwy w stosunku do reszty zespołu, uważa się za lepszego od pozostałych pilotów. Ślepo podziwia dorosłych i marzy o zostaniu jednym z nich wierząc, że osiągnie to przez wierną służbę dla APE.
- Code:390 (jap. コード:390 Kōdo:390) – Miku (jap. ミク)

Seiyū: Nanami Yamashita (japoński), Bryn Apprill (angielski)
Głośna, uparta i bezceremonialna dziewczyna, słupek Franxxa Argentea. Bardzo często kłóci się ze swoim partnerem Zorome. Mimo to posiada również wrażliwą stronę osobowości, bardzo wspiera drużynę w jej misjach i jest im szczerze oddana.
- Code:326 (jap. コード:326 Kōdo:326) – Mitsuru (jap. ミツル)

Seiyū: Aoi Ichikawa, Saori Hayami (jako dziecko) (japoński), Bryson Baugus, Emily Neves (jako dziecko) (angielski)
Pręcik Franxxa Genista, od dziecka zna się z Hiro, Ichigo i Goro. Jest zimny i cyniczny, długo nie mógł wybaczyć Hiro złamania dziecięcej obietnicy, że kiedyś razem poprowadzą Franxxa. Zakochał się w Kokoro i obydwoje nawiązali miłosną relację, której nie zmienił nawet przerwany przez APE ślub i pranie mózgu. Dla niej i ich dziecka zrezygnował z kariery pilota.
- Code:556 (jap. コード:556 Kōdo:556) – Kokoro (jap. ココロ)

Seiyū: Saori Hayami (japoński), Jeannie Tirado (angielski)
Cicha i miła dla wszystkich dziewczyna, słupek Franxxa Genista. W trakcie wycieczki do opuszczonego miasta znalazła książkę o ciąży, a po potajemnym jej przeczytaniu sama zapragnęła urodzić dziecko, by zostawić po sobie ślad na świecie. Zakochała się w Mitsuru, z którym nawiązała miłosną relację. Obydwoje zaaranżowali razem z drużyną ceremonię ślubną, brutalnie przerwaną przez APE i zakończoną praniem mózgu. Udało jej się jednak odbudować relację i urodzić córeczkę, którą nazwała Ai (jap. アイ Ai), co oznacza miłość.
- Code:214 (jap. コード:214 Kōdo:214) – Futoshi (jap. フトシ) Futoshi

Seiyū: Hiroki Gotō (japoński), Blake Shepard (angielski)
Postawny i sympatyczny pręcik Franxxa Chlorophytum. Jest nieszczęśliwie zakochany w Kokoro, której był partnerem. Ciężko przeżył jej odejście do Mitsuru, jednak udało mu się przezwyciężyć zazdrość. Uwielbia jeść, po bitwie z VIRM został piekarzem.
- Code:196 (jap. コード:196 Kōdo:196) – Ikuno (jap. イクノ)

Seiyū: Shizuka Ishigami (japoński), Leah Clark (angielski)
Cicha i nierzucająca się w oczy dziewczyna, uwielbia czytać i jest wnikliwa. Słupek Franxxa Chlorophytum. Była partnerką Mitsuru, choć szczerze go nie lubiła. Po zerwaniu między nimi połączenia współpracowała z Futoshim. Nieszczęśliwie zakochała się w Ichigo, wyznając jej uczucia czuła wstyd z powodu swojej orientacji. W czasie bitwy z VIRM znacznie nadwerężyła swoje siły, przez co osiwiała. Po zwycięstwie pracowała jako lekarz nad zatrzymaniem przedwczesnego starzenia u pasożytów.

### APE
Członkowie organizacji APE sprawującej pieczę nad ludzkością.
- Nana (jap. ナナ)

Seiyū: Marina Inoue (japoński), Michelle Rojas (angielski)
Menedżer kwatery bojowej pasożytów na trzynastej Plantacji. Jest odpowiedzialna za mieszkańców Mistilteinn i zastępuje im matkę, choć jest surowa i wymagająca. Z powodu spóźnionego pokwitania została odsunięta od obowiązków, ale po śmierci dr Franxxa przywrócono ją na stanowisko.
- Hachi (jap. ハチ)

Seiyū: Katsuyuki Konishi (japoński), Eric Vale (angielski)
Dowódca operacji obronnych APE, wraz z Naną opiekuje się drużyną. Cechuje go stoicyzm, nie umie okazywać emocji. Bardzo poważnie traktuje swoje obowiązki, dba o podopiecznych i pomaga przy ich wychowywaniu.
- Dr. Franxx (jap. フランクス博士 Furankusu Hakase) – Werner Frank (jap. ヴェルナー・フランク Verunā Furanku)

Seiyū: Kenyuu Horiuchi (japoński), Kent Williams (angielski)
Twórca mechów Franxx będący w połowie cyborgiem. W przeszłości zasłynął wątpliwymi etycznie badaniami nad klonowaniem ludzi, co doprowadziło do zawarcia partnerstwa z APE. Jest fanatycznie oddany swojej pracy, jego pomysłem było wybranie Drużyny 13 do eksperymentu nad badaniem zachowań ludzkich sprzed osiągnięcia nieśmiertelności. Ukoronowaniem jego badań jest Zero Two, będąca klonem klaxo sapiens, którą poddawał okrutnym eksperymentom. Zginął w tunelu podczas bitwy z VIRM.
- Papa (jap. パパ)

Seiyū: Nobuo Tobita (japoński), Christopher R. Sabat (angielski)
Przewodniczący APE oraz lider rady siedmiu mędrców, odbierający niemal boską cześć. Nadzoruje wszystkie pasożyty i jego decyzje są dla nich ostateczne. W trakcie serii okazuje się być przywódcą rasy obcych o nazwie VIRM, która eony temu najechała Ziemię i walczyła z klaxo sapiens. Jego prawdziwym celem było skłonienie ludzi do porzucenia swoich ciał i zjednoczenia ich dusz z resztą VIRM.

### Pozostali
Ważniejsze fabularnie postacie z serii.
- Code:703 (jap. コード:703 Kōdo:703) – Naomi (jap. ナオミ)

Seiyū: Ami Koshimizu (japoński), Megan Shipman (angielski)
Poprzednia partnerka Hiro, trafiła do szpitala po ataku klaxozaura, w którym straciła ramię. Później okazało się, że została wysłana do komory kriogenicznej, w której dr Franxx zajmował się dziećmi z różnych powodów niezdolnymi do pilotowania mechów. Na końcu serii opiekowała się umierającą Ikuno.
- Code:001 (jap. コード:001 Kōdo:001)

Seiyū: Rie Kugimiya (japoński), Luci Christian (angielski)
Ostatnia żyjąca istota z gatunku klaxo sapiens, od eonów walczy z VIRM. Schwytana w śmiertelną pułapkę Papy przekazała swoje ostatnie siły witalne Hiro i Zero Two ufając, że ocalą oni Ziemię przed najeźdźcami i zakończą wojnę.

## Anime
24-odcinkowa seria anime została wyreżyserowana przez Atsushi Nishigoriego, razem z nim Naotaka Hayashi przygotował scenariusz, Masayoshi Tanaka projekty postaci, Shigeto Koyama projekt mechaniki, Hiroyuki Imaishi był głównym animatorem, a muzykę skomponował Asami Tachibana. Piosenka z czołówki o tytule „Kiss of Death” (pol. „Pocałunek śmierci”) jest śpiewana przez Mikę Nakashimę i została wyprodukowana przez Hyde’a, natomiast tyłówki o tytułach odpowiednio „Torikago” (jap. トリカゴ) (odc. 1–6), „Manatsu no Setsuna” (jap. 真夏のセツナ) (odc. 7), „Beautiful World” (odc. 8-12 oraz 14), „Hitori” (jap. ひとり) (odc. 13), „Escape” (odc. 16-20) oraz „Darling” (odc. 21–23) są wykonywane przez XX:me (czytaj Kiss Me) – zespół, w którego skład wchodzą aktorki głosowe najważniejszych postaci żeńskich serii: Zero Two, Ichigo, Miku, Kokoro i Ikuno. Seria była globalnie emitowana na serwisie Crunchyroll, a wersję z angielskim dubbingiem przygotował Funimation. W południowo-wschodniej Azji emisję prowadziła stacja Aniplus Asia.

### Ścieżka dźwiękowa
Ścieżka dźwiękowa Darling in the Franxx została skomponowana przez Asami Tachibanę i opublikowana przez Aniplex. Pierwsza płyta zawiera 21 utworów i była dołączana do pierwszego wydania płytowego anime, które ukazało się 25 kwietnia 2018 roku. Druga płyta zawierała 21 utworów i dołączono ją do czwartego wydania płytowego z 25 lipca 2018 roku. Ostatnia, trzecia płyta, zawiera 22 utwory i ukazała się wraz z piątym wydaniem płytowym 29 sierpnia 2018 roku. Wszystkie płyty zostały wydane w wersji cyfrowej i trafiły do dystrybucji w internetowych serwisach muzycznych 27 marca 2019 roku.
Motyw przewodni serii, utwór „Kiss of Death” w wykonaniu Miki Nakashimy, został wydany jako singiel przez Sony Music Entertainment Japan 7 marca 2018 roku. Piosenka spotkała się z ciepłym odbiorem wśród słuchaczy, zajmując po wydaniu 12. miejsce na liście RecoChoku Singles oraz 6. miejsce w zestawieniu sklepu Mora. W rankingu Oricon singiel zadebiutował na 22 pozycji w tydzień sprzedając 5 000 kopii oraz podwajając tę liczbę tydzień później przy utrzymaniu swojego miejsca. Wersja płytowa w szczytowym momencie zajmowała 9. miejsce przy wyniku sprzedaży 7 000 kopii w pierwszym tygodniu od wydania. Utwór zajął również trzecie miejsce na Newtype Anime Awards 2018 w kategorii „najlepszy utwór przewodni”, a rok później na Crunchyroll Anime Awards wygrał w kategorii „najlepszy opening”.

## Manga
Mangowa adaptacja autorstwa Kentaro Yabukiego wraz ze spinoffem w formie yonkomy autorstwa Mato zaczęły się ukazywać w magazynie online Shōnen Jump+ 14 stycznia 2018 roku. Obie wersje znacznie różnią się od historii przedstawionej w anime, Kentaro Yabuki opisał kierunek serii jako „ostateczne co by było gdyby” tłumacząc, że to właśnie historia alternatywna jest powodem, dla którego manga powstała po anime. Do 2 maja 2018 roku, w niecałe 5 miesięcy od premiery, w samej Japonii rozeszło się 400 000 kopii.
| Nr | Język japoński      | Język japoński         | Język polski         | Język polski           |
| Nr | Data wydania        | ISBN                   | Data wydania         | ISBN                   |
| -- | ------------------- | ---------------------- | -------------------- | ---------------------- |
| 1  | 2 lutego 2018       | ISBN 978-4-08-881454-4 | 15 kwietnia 2021     | ISBN 978-83-8242-015-9 |
| 2  | 2 maja 2018         | ISBN 978-4-08-881493-3 | 16 czerwca 2021      | ISBN 978-83-8242-016-6 |
| 3  | 4 października 2018 | ISBN 978-4-08-881620-3 | 16 sierpnia 2021     | ISBN 978-83-8242-017-3 |
| 4  | 4 lutego 2019       | ISBN 978-4-08-881752-1 | 15 października 2021 | ISBN 978-83-8242-018-0 |
| 5  | 2 maja 2019         | ISBN 978-4-08-881854-2 | 15 grudnia 2021      | ISBN 978-83-8242-019-7 |
| 6  | 4 września 2019     | ISBN 978-4-08-882048-4 | 15 lutego 2022       | ISBN 978-83-8242-020-3 |
| 7  | 4 stycznia 2020     | ISBN 978-4-08-882196-2 | 15 kwietnia 2022     | ISBN 978-83-8242-021-0 |
| 8  | 3 kwietnia 2020     | ISBN 978-4-08-882277-8 | 14 czerwca 2022      | ISBN 978-83-8242-022-7 |

Spinoff Mato zakończył się 11 lipca 2018 roku. Został zebrany w całość i wydany jako książka 4 października 2018 roku.

## Odbiór
Seria spotkała się z pochwałami głównie za elementy związane z ukazaniem problematyki okresu dojrzewania. Cactus Matt z Anime Q and A dobrze się bawił przy serialu, podsumowując jego zakończenie jako piękne i niosące tę samą pozytywną nadzieję na przyszłość, która przewija się w trakcie trwania całej serii. Cal Win z Shinyuusite dobrze ocenił dramat interpersonalny w serii, rozwój postaci oraz przedstawienie problemów dojrzewania, nisko oceniając za to sceny dziejące się w kosmosie. Wtórował mu w pochwałach Nate Zen z OtakuKart, chwaląc ponadto jakość animacji, ale wytykając serii brak kreatywności. Serwis Crunchyroll wystawił Darling in the Franxx ocenę 4,3 w 5-stopniowej skali za elementy akcji, sci-fi, komedii, dramatu, ukazania okresu dojrzewania i romansu. Podobnie seria została oceniona przez Anime News Network, gdzie Theron Martin wystawił ocenę B dla wszystkich elementów z wyjątkiem muzyki, która dostała wyższą notę B+. Uargumentowane to zostało dobrymi scenami akcji, solidną ścieżką dźwiękową i świetną rolą Zero Two w kontraście do słabej roli Hiro, braku delikatności, nierównej oprawy graficznej i zagmatwanej tematyki.
Niektóre z motywów i rozwiązań, które zastosowano lub podjęto przez serię, wzbudziły kontrowersje – były to między innymi erotyczne aluzje wśród nastolatków, brak rozwinięcia fabuły dotyczącej gatunku VIRM oraz przyspieszone tempo opowiadania historii od odcinka piętnastego. Odbiło się to na odbiorze, który był bardzo dobry w Japonii, ale na zachodzie wywołał mieszane uczucia. Eric Van Allen z serwisu Kotaku opisał serię jako fascynującą i mającą rewelacyjne, zapadające w pamięć momenty, jednakże wskazując na dziwne, słodko-gorzkie zakończenie oraz płynącą z niego surową konkluzję. W podobnym tonie pisał Skyler Allen z A Piece of Anime, chwaląc pierwszą część serii jako wspaniałą, choć nieperfekcyjną, historię o dojrzewaniu w klimacie mecha stworzoną z wielkim sercem, ale krytykując część końcową jako „tematycznie niespójny bałagan”. Kyle Rogacion z Goomba Stomp nazwał serię „ujmującą, skupioną na bohaterze historią o dojrzewaniu” wytykając, iż na końcu wyrzekła się wszystkiego, co czyniło ją wspaniałą i poszła na łatwiznę. Jednakże Random Curiosity odniosło się bardziej pozytywnie co do zakończenia stwierdzając, że seria będzie dobrze zapamiętana oraz że trzymała ona wszystkich w napięciu przez wszystkie odcinki.
W Polsce seria również spotkała się z mieszanym, choć cieplejszym przyjęciem niż na zachodzie. Serwis Big Bad Dice w swojej recenzji pochwalił unikalność i dobre zaprojektowanie fabuły dobrze wykorzystującej wzorce znane między innymi z Neon Genesis Evangelion, ganiąc jednak zbyt duży nacisk na relacje głównych bohaterów, jak również projekt postaci Hiro. Cat5 natomiast poleca anime, chwaląc wątek społeczny dzieci oraz zaprezentowany obraz społeczeństwa, ceniąc także wątki romatyczne. KamilW z serwisu tanuki.pl, wystawiając ocenę 9 na 10, wysoko ocenił przedstawioną w serii historię, która „ma wszystko, co potrzebne, aby zainteresować i utrzymać widza przed ekranem”, wskazując również, że jest ona zamknięta i nie zostawia niedopowiedzeń. Redakcja serwisu przyznała anime ocenę 7/10.

### Nagrody i nominacje
Na Newtype Anime Awards 2018 Shigeto Koyama otrzymał nagrodę za najlepszy projekt mechaniki, Zero Two otrzymała drugie miejsce w kategorii najlepszej żeńskiej postaci, a sama seria zajęła drugie miejsce w rankingu na najlepsze anime. W zimowej edycji Anime Trending Awards z 2018 roku seria zdobyła pięć głównych nagród.
| Rok  | Nagroda                      | Kategoria                          | Nominacja                                  | Wynik          |
| ---- | ---------------------------- | ---------------------------------- | ------------------------------------------ | -------------- |
| 2018 | Anime Trending Awards Winter | Anime pory roku                    | Darling in the Franxx                      | Drugie miejsce |
| 2018 | Anime Trending Awards Winter | Najlepsze sci-fi lub mecha         | Darling in the Franxx                      | Wygrana        |
| 2018 | Anime Trending Awards Winter | Najlepsze akcji lub przygodowe     | Darling in the Franxx                      | Wygrana        |
| 2018 | Anime Trending Awards Winter | Ulubiona męska postać              | Hiro                                       | Nominacja      |
| 2018 | Anime Trending Awards Winter | Ulubiona żeńska postać             | Zero Two                                   | Wygrana        |
| 2018 | Anime Trending Awards Winter | Ulubiona wspierająca męska postać  | Goro                                       | Wygrana        |
| 2018 | Anime Trending Awards Winter | Ulubiona wspierająca żeńska postać | Ichigo                                     | Wygrana        |
| 2018 | Newtype Anime Awards         | Najlepsze anime                    | Darling in the Franxx                      | Drugie miejsce |
| 2018 | Newtype Anime Awards         | Najlepsza postać (męska)           | Hiro                                       | Nominacja      |
| 2018 | Newtype Anime Awards         | Najlepsza postać (żeńska)          | Zero Two                                   | Drugie miejsce |
| 2018 | Newtype Anime Awards         | Najlepszy aktor głosowy            | Yūto Uemura (Hiro)                         | Nominacja      |
| 2018 | Newtype Anime Awards         | Najlepszy aktor głosowy            | Yūichirō Umehara (Goro)                    | Nominacja      |
| 2018 | Newtype Anime Awards         | Najlepsza aktorka głosowa          | Haruka Tomatsu (Zero Two)                  | Nominacja      |
| 2018 | Newtype Anime Awards         | Najlepszy utwór przewodni          | „Kiss of Death” w wykonaniu Miki Nakashimy | Nominacja      |
| 2018 | Newtype Anime Awards         | Najlepsza ścieżka dźwiękowa        | Asami Tachibana                            | Nominacja      |
| 2018 | Newtype Anime Awards         | Najlepszy reżyser                  | Atsushi Nishigori                          | Nominacja      |
| 2018 | Newtype Anime Awards         | Najlepszy scenariusz               | Atsushi Nishigori oraz Naotaka Hayashi     | Nominacja      |
| 2018 | Newtype Anime Awards         | Najlepszy projekt postaci          | Masayoshi Tanaka                           | Nominacja      |
| 2018 | Newtype Anime Awards         | Najlepszy projekt mechaniki        | Shigeto Koyama                             | Wygrana        |
| 2019 | Crunchyroll Anime Awards     | Najlepsza czołówka                 | „Kiss of Death” w wykonaniu Miki Nakashimy | Wygrana        |
| 2019 | Anime Trending Awards        | Anime roku                         | Darling in the Franxx                      | Nominacja      |